# Ehsan Ghaem Maghami
Ehsan Ghaem-Maghami (persan : احسان قائم مقامی) est un grand maître d'échecs iranien né le 11 janvier 1983. 
Il est marié à la maître international féminin Shayesteh Ghaderpour.

## Biographie
Il a participé aux championnats du monde de la Fédération internationale des échecs en 2000 et 2004 ainsi qu'aux coupes du monde de 2005, 2007 et 2009. Au 1er juillet 2018, il est le no 5 iranien avec un classement Elo de 2 537 points.
Les 8 et 9 février 2011, il bat le record du monde des parties simultanées, enregistré par le Livre Guinness des records, en affrontant 604 adversaires (+580 =16 -8, soit un score de 588 points sur 604 possibles (97,35 %)). 10 tables ajoutées, qu'il remporte toutes (+590 =16 -8, soit 97,39 %), ne sont pas prises en compte dans le record. Au cours des 25 heures de la simultanée, il parcourt en se déplaçant de table en table une distance totale de 55 kilomètres.